# Kurak maltański
Kurak maltański – rasa gołębia z grupy kuraków. Powstawał w północnowłoskich miastach: Florencja, Livorno, Piza i Modena. Protoplastą tego gołębia była nieistniejąca już rasa leghorn runt. Następnie został skrzyżowany z bagdetą francuską. Na początku XIX wieku trafił przez Austrię do Niemiec. Niemieckie stowarzyszenie hodowców istnieje od 1906 roku.
Ma krótkie ciało z długą szyją i długimi nogami. Krótki („kurzy”) ogon. Krótkie skrzydła ściśle przylegają do ciała. Wąskie czoło. U białych okazów oczy ciemne, u pozostałych pomarańczowe. Występuje w 11 odmianach barwnych. Średnica obrączki powinna wynosić 9 mm. Cieszy się dużym zainteresowaniem wśród hodowców.